# Парламентские выборы в Германии (1884)
Федеральные выборы в рейхстаг прошли в Германской империи 28 октября 1884 года.
Участие в выборах приняло чуть более 60 % избирателей, что было выше показателя явки на выборах в рейхстаг в 1881 году.
Предвыборная кампания была отмечена началом колониальной политики, которая нашла поддержку Рейхсканцлера Отто фон Бисмарка и была одобрена Консерваторами и Национал-либеральной партией. Несмотря на популярность колониальной политики, Немецкая консервативная партия провалилась, в то время как национальные либералы снова частично отыграться после больших потерь на предыдущих выборах.

## Результаты
| Партия                                                                               | Голосов   | %    | Мест | +/- |
| ------------------------------------------------------------------------------------ | --------- | ---- | ---- | --- |
| Партия центра                                                                        | 1 282 000 | 22,6 | 99   | ▼1  |
| Немецкая партия свободомыслящих                                                      | 997 000   | 17,6 | 67   | ▼39 |
| Национал-либеральная партия                                                          | 997 000   | 17,6 | 51   | ▲4  |
| Немецкая консервативная партия                                                       | 861 100   | 15,2 | 78   | ▲28 |
| Социал-демократическая партия Германии                                               | 550 000   | 9,7  | 24   | ▲12 |
| Свободно-консервативная партия                                                       | 387 700   | 6,8  | 28   | 0   |
| Польская партия                                                                      | 203 200   | 3,6  | 16   | ▼2  |
| Эльзас-Лотарингская партия                                                           | 165 600   | 2,9  | 15   | 0   |
| Немецкая ганноверская партия                                                         | 96 400    | 1,7  | 11   | ▲1  |
| Немецкая народная партия                                                             | 95 900    | 1,7  | 7    | ▼2  |
| Датская партия                                                                       | 14 000    | 0,3  | 1    | ▼1  |
| Прочие                                                                               | 12 700    | 0,2  | 0    | 0   |
| Недействительных голосов                                                             | 18 700    | -    | -    | -   |
| Всего                                                                                | 5 681 700 | 100  | 397  | 0   |
| Зарегистрировано избирателей/явка                                                    | 9 383 100 | 60,5 | -    | -   |
| Источник: Nohlen & Stöver, DGDB Архивная копия от 14 августа 2017 на Wayback Machine |           |      |      |     |